# Pratt & Whitney PW4000

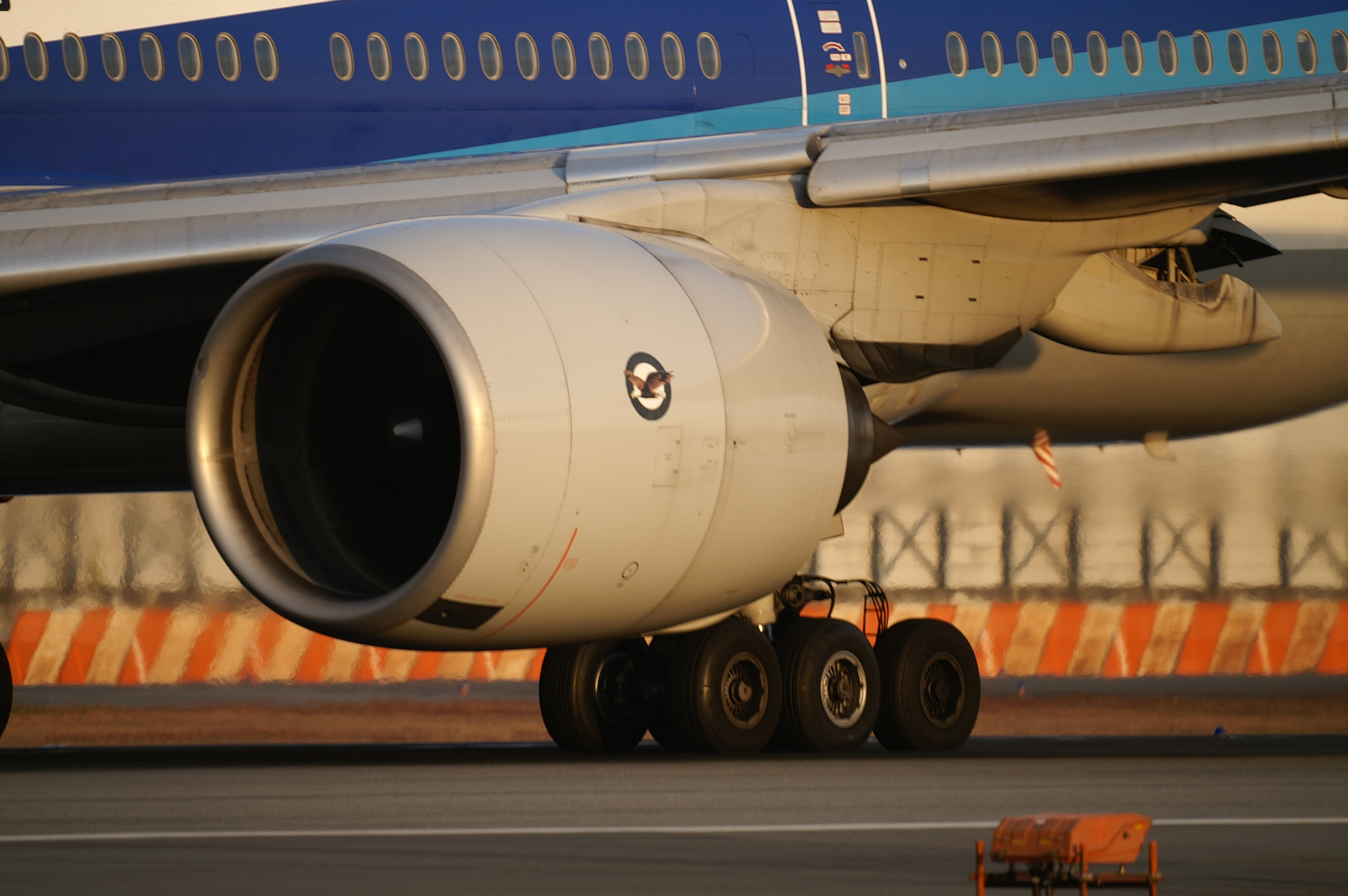
Silnik PW4074, zamontowany na samolocie Boeing 777

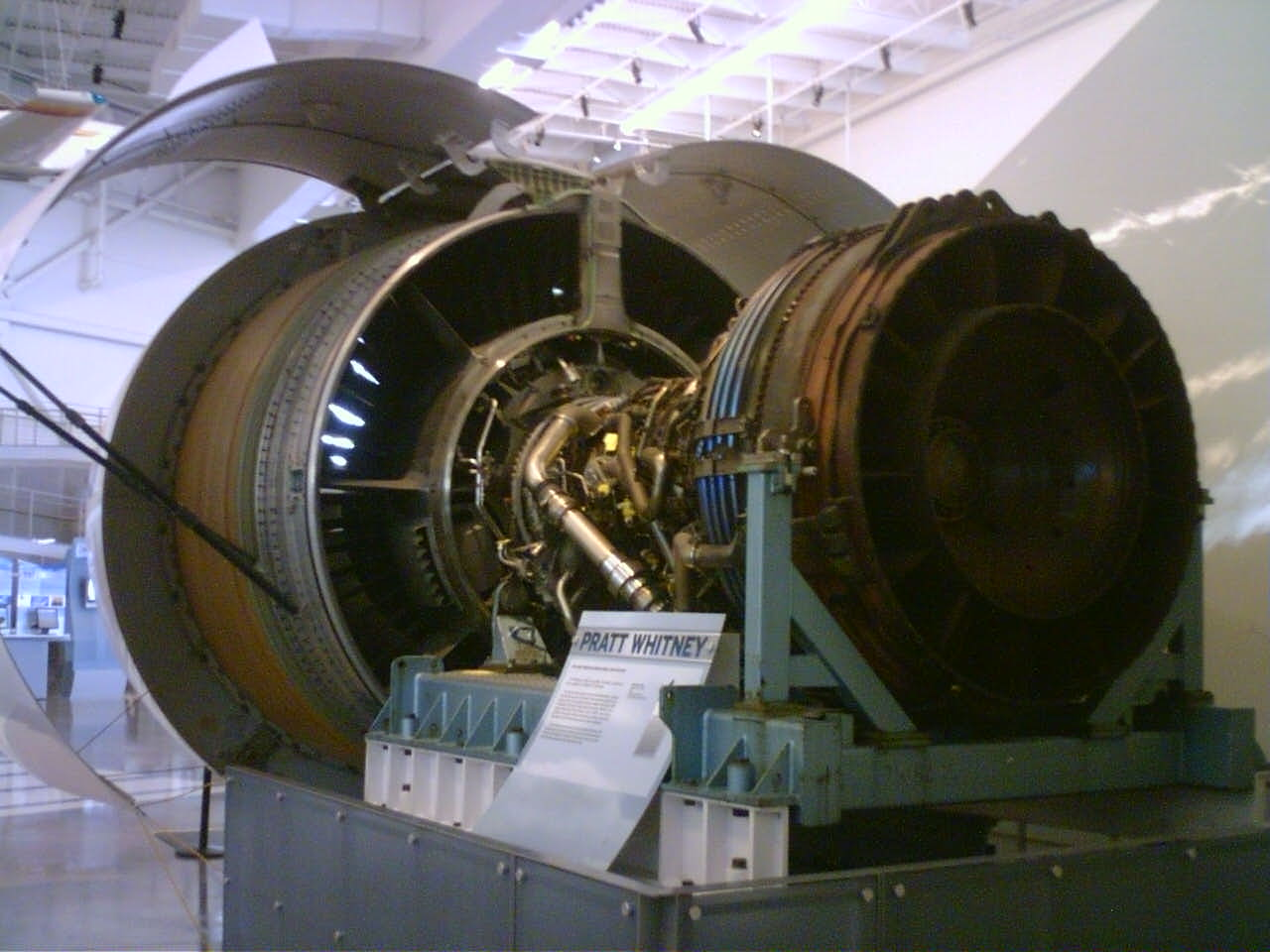
Silnik PW4098, te silniki montowane są na Boeingach 777

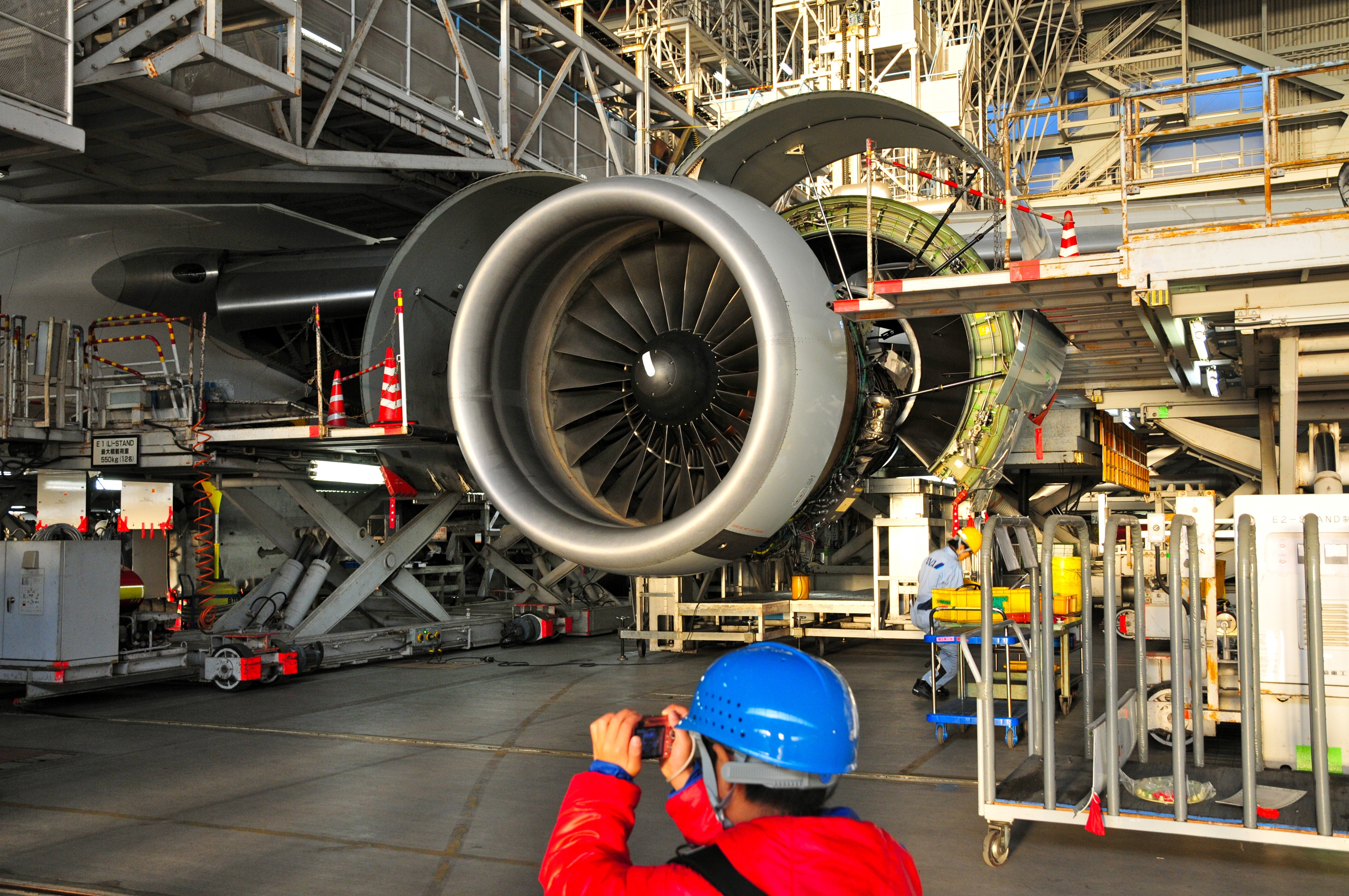
Silnik PW4074

PW4000 – seria turbowentylatorowych, dwuprzepływowych silników lotniczych o dużym stosunku dwuprzepływowości. Wytwarzane są przez amerykańską firmę Pratt & Whitney do zastosowania na samolotach szerokokadłubowych. Silniki te są następcą modelu Pratt & Whitney JT9D.

## Projekt
Rodzina silników PW4000 jest podzielona na trzy główne części, które różnią się między sobą wielkością średnicy wentylatora.
Pierwsza rodzina to seria silników ze średnicą wentylatora równą 2,4 m, która wytwarza ciąg od 230 do 275 kN. Silniki te montowane są na samolotach typu Airbus A310-300, Airbus A300-600, Boeing 747-400, Boeing 767-200/300, McDonnell Douglas MD-11. Silniki te posiadają certyfikat ETOPS 180. Do tej rodziny zaliczane są modele: PW4052, PW4056, PW4060, PW4062, PW4062A, PW4152, PW4156A, PW4156, PW4158, PW4460 i PW4462.
Druga rodzina charakteryzuje się większym wentylatorem, którego średnica wynosi 2,5 m. Ta seria została opracowana specjalnie dla samolotów typu Airbus A330. Maksymalny ciąg wynosi od 287 do 305 kN. Oznaczenia tych silników to: PW4164, PW4168 i PW4168A. W 2006 uruchomiono program Advantage70, podczas prac w ramach programu zwiększono ciąg maksymalny do 311 kN przy jednoczesnym zmniejszeniu spalania paliwa o 1% oraz o 15% niższy koszt eksploatacji. Pakiet ten wykupiły linie Kingfisher Airlines.
Trzecia rodzina posiada wentylator o średnicy 2,8 m. Ta seria została zaprojektowana specjalnie dla Boeingów 777. Jednostka wytwarza ciąg od 386 do 441 kN. Oznaczenia modeli to: PW4074, PW4077, PW4077D, PW4084, PW4084D, PW4090 i PW4098. Silniki te weszły do służby w 1995, a pierwszą linią lotniczą używającą samolotów B777 były linie United Airlines. Silniki te posiadają ETOPS 180. Wszystkie wersje samolotu Boeing 777 mogą być napędzane tymi silnikami z wyjątkiem wersji -300ER i 200LR.

## Warianty

### PW4000-94
wytwarzany ciąg – od 230 do 275 kN
- PW4052
- PW4056
- PW4060
- PW4062
- PW4062A
- PW4152
- PW4156A
- PW4156
- PW4158
- PW4460
- PW4462

### PW4000-100
wytwarzany ciąg -– od 287 do 305 kN
- PW4164
- PW4168
- PW4168A
- PW4170

### PW4000-112
wytwarzany ciąg – od 386 do 441 kN
- PW4074/74D
- PW4077/77D
- PW4084/84D
- PW4090
- PW4098

## Zastosowanie
- Airbus A300
- Airbus A310
- Airbus A330
- Boeing 747
- Boeing 767
- Boeing 777
- Boeing KC-46
- Boeing KC-767
- McDonnell Douglas MD-11

## Incydenty z PW4000 w 2021 roku
21 lutego 2021 r. Boeing 777-222 (N772UA) linii lotniczych United Airlines lecący z Denver do Honolulu, tuż po starcie z Denver Boeing doznał awarii silnika nr 2. Silnik zapalił się, a części samolotu spadły na miejscowość Broomfield niedaleko Denver, uderzając w zaparkowany przed jednym z domów samochód i pobliskie przydomowe trawniki. W samolocie było 231 pasażerów i 10 członków załogi. Nikt z pokładu samolotu nie zginął ani nie został ranny.
Po awarii 777 linii United Airlines koncern Boeing i Pratt & Whitney zaleciły bardziej dokładne sprawdzanie 777 z silnikami PW4000 i tymczasowe uziemienie tych maszyn z użytku.
Do kolejnej awarii silnika PW4000 doszło w tym samym dniu, 21 lutego 2021 r. Transportowy Boeing 747-400F lecący z Maastrich do Nowego Jorku doznał identyczny sposób awarii silnika PW4000 co 777 linii United Airlines. Silnik zapalił się po starcie, a metalowe części silnika spadły na mieszkalną dzielnicę Maastricht, uderzając o zaparkowane samochody, domy i raniąc dwie osoby, przy czym jedna wymagała hospitalizacji.